# 2.5 Dimensional Seduction
2.5 Dimensional Seduction (2.5次元の誘惑, Nitengo-jigen no Ririsa), conhecida como Ririsa, uma Garota em 2.5D em português, é uma série de mangá japonesa escrita e ilustrada por Yu Hashimoto. A serialização começou no site Shōnen Jump+ da Shueisha em junho de 2019. Uma adaptação de série de anime para televisão produzida por J.C.Staff está programada para estrear em julho de 2024.

## Enredo
Masamune Okumura é um estudante do segundo ano do ensino médio que atua como presidente e único membro do clube de mangá de sua escola. Otaku, ele afirma não ter interesse em garotas reais devido à sua obsessão por uma personagem fictícia chamada Liliel. De repente, uma estudante do primeiro ano chamada Lilysa Amano, apaixonada por cosplay, se junta ao clube e recruta Okumura para ser seu fotógrafo oficial. Quando Okumura descobre que sua personagem favorita também é Liliel, ele fica em conflito com seus sentimentos românticos por ela. Outras meninas logo se juntam ao clube também.

## Personagens
Masamune Okumura (奥村 正宗, Okumura Masamune)
Voz de: Junya Enoki
Okumura é um estudante do segundo ano do ensino médio que é presidente do clube de mangá de sua escola. Ele é um otaku obcecado por uma personagem fictícia chamada Liliel.
Lilysa Amano (天乃 リリサ, mano Ririsa)
Voz de: Kaori Maeda
Lilysa é uma estudante do primeiro ano que entra para o clube de mangá. Devido à sua paixão por cosplay, ela recruta Okumura para ser seu fotógrafo. Assim como Okumura, ela também é fã de Liliel.
Mikari Tachibana (橘 美花莉, Tachibana Mikari)
Voz de: Akari Kitō
Mikari é uma estudante do primeiro ano amiga de infância de Okumura e colega de classe de Lilysa. Uma modelo linda e popular, ela é apaixonada por Okumura desde que eram jovens, embora ele nunca tenha percebido.
753♡
Voz de: Aya Yamane
753♡ é uma cosplayer profissional. Devido à sua popularidade, ela é considerada uma das quatro Rainhas Celestiais do Cosplay.
Magino (マギノ)
Voz de: Yuka Nukui
Magino é uma cosplayer que está disposta a dar conselhos a Lilysa e Okumura.

## Mídias

### Mangá
Escrita e ilustrada por Yu Hashimoto, a série começou a serialização no site de mangá Shōnen Jump+ da Shueisha em 15 de junho de 2019. Em maio de 2025, os capítulos individuais da série foram coletados em vinte e três volumes tankōbon.
Em junho de 2021, a Seven Seas Entertainment anunciou que licenciou a série para publicação em inglês sob seu selo Ghost Ship.

#### Lista de volumes
| N.º | Data de lançamento japonês | ISBN japonês      |
| --- | -------------------------- | ----------------- |
| 1   | 4 de outubro de 2019       | 978-4-08-882129-0 |
| 2   | 4 de janeiro de 2020       | 978-4-08-882182-5 |
| 3   | 4 de fevereiro de 2020     | 978-4-08-882207-5 |
| 4   | 14 de maio de 2020         | 978-4-08-882337-9 |
| 5   | 3 de julho de 2020         | 978-4-08-882355-3 |
| 6   | 4 de setembro de 2020      | 978-4-08-882464-2 |
| 7   | 4 de dezembro de 2020      | 978-4-08-882565-6 |
| 8   | 4 de fevereiro de 2021     | 978-4-08-882635-6 |
| 9   | 2 de abril de 2021         | 978-4-08-882664-6 |
| 10  | 2 de julho de 2021         | 978-4-08-882754-4 |
| 11  | 4 de outubro de 2021       | 978-4-08-882838-1 |
| 12  | 3 de dezembro de 2021      | 978-4-08-882899-2 |
| 13  | 4 de março de 2022         | 978-4-08-883070-4 |
| 14  | 4 de julho de 2022         | 978-4-08-883166-4 |
| 15  | 4 de outubro de 2022       | 978-4-08-883286-9 |
| 16  | 4 de janeiro de 2023       | 978-4-08-883392-7 |
| 17  | 2 de maio de 2023          | 978-4-08-883520-4 |
| 18  | 4 de setembro de 2023      | 978-4-08-883683-6 |
| 19  | 4 de janeiro de 2024       | 978-4-08-883866-3 |
| 20  | 4 de julho de 2024         | 978-4-08-884071-0 |
| 21  | 4 de outubro de 2024       | 978-4-08-884222-6 |
| 22  | 4 de janeiro de 2025       | 978-4-08-884381-0 |
| 23  | 2 de maio de 2025          | 978-4-08-884547-0 |
| 24  | 3 de outubro de 2025       | 978-4-08-884734-4 |

### Anime
Uma adaptação de uma série de anime para televisão foi anunciada em 10 de dezembro de 2022. Será produzido por J.C.Staff e dirigido por Hideki Okamoto, com roteiros escritos por Takao Yoshioka, design de personagens feito por Tomoyuki Shitaya e música composta por Hiroaki Tsutsumi. A série está programada para estrear em 5 de julho de 2024, e terá duração de dois cursos consecutivos. Para o primeiro tribunal, a música tema de abertura, "Shutter Chance", será interpretada por Meichan, enquanto a música tema de encerramento, "Watch Me", será interpretada por Kaori Maeda e Akari Kitō como seus respectivos personagens.
No Brasil teve estreia em 5 de julho de 2024 no streaming Anime Onegai, com episódios dublados e legendados.

## Recepção
Itachi Utada da Famitsu elogiou a história e os personagens da série, gostando principalmente dos elementos de cosplay presentes.
No Next Manga Award 2020, a série ficou em quarto lugar na categoria web manga. A série tem um milhão de cópias em circulação entre seus lançamentos digitais e impressos.